# USM International 2017
Die USM International 2017 als offene internationale Meisterschaften von Indonesien im Badminton fanden vom 24. bis zum 29. Oktober 2017 in Semarang statt.

## Sieger und Platzierte
| Disziplin    | Gold                                                 | Silber                                           | Bronze                                     |
| ------------ | ---------------------------------------------------- | ------------------------------------------------ | ------------------------------------------ |
| Herreneinzel | Shesar Hiren Rhustavito                              | Sitthikom Thammasin                              | Adulrach Namkul                            |
| Herreneinzel | Shesar Hiren Rhustavito                              | Sitthikom Thammasin                              | Enzi Shafira                               |
| Dameneinzel  | Shiori Saito                                         | Asty Dwi Widyaningrum                            | Gabriela Meilani Moningka                  |
| Dameneinzel  | Shiori Saito                                         | Asty Dwi Widyaningrum                            | Thamolwan Poopradubsil                     |
| Herrendoppel | Sabar Karyaman Gutama Frengky Wijaya Putra           | Kenas Adi Haryanto Mohamed Reza Pahlevi Isfahani | Lukhi Apri Nugroho Tedi Supriadi           |
| Herrendoppel | Sabar Karyaman Gutama Frengky Wijaya Putra           | Kenas Adi Haryanto Mohamed Reza Pahlevi Isfahani | Ferdian Mahardika Ranialdy Rian Swastedian |
| Damendoppel  | Febriana Dwipuji Kusuma Tiara Rosalia Nuraidah       | Agatha Imanuela Siti Fadia Silva Ramadhanti      | Ririn Amelia Anna Cheong Ching Yik         |
| Damendoppel  | Febriana Dwipuji Kusuma Tiara Rosalia Nuraidah       | Agatha Imanuela Siti Fadia Silva Ramadhanti      | Mychelle Bandaso Marsheilla Gischa Islami  |
| Mixed        | Rehan Naufal Kusharjanto Siti Fadia Silva Ramadhanti | Irfan Fadhilah Pia Zebadiah                      | Reinard Dhanriano Maretha Dea Giovani      |
| Mixed        | Rehan Naufal Kusharjanto Siti Fadia Silva Ramadhanti | Irfan Fadhilah Pia Zebadiah                      | Ricky Widianto Masita Mahmudin             |